# 僭主
ティラノス（古代ギリシャ語: τυραννος, ラテン文字転写: tyrannos）または僭主（せんしゅ）とは、特に古代ギリシアのポリスにおける「非合法に独裁政を樹立した支配者」を指す言葉。転じて、本来の王統といった血筋によらず、武力また暴力により君主の座を簒奪し、身分を超えて君主となる者、歴史的背景から特に暴君である者を指す。僭帝、僭王とも。僭主による政治を僭主政治という。
本来、ギリシア語のティラノスの語源は、リディア語で「主人、主君」を意味する語に由来し、紀元前7世紀ごろは実質において王と同義で、つまり「暴君」の意を含まず、実際の僭主にも穏和と伝わる者がいた。もっぱら「暴君」といった悪い意味で用いるようになったのは、前4世紀のプラトンによる用例以降である。

## 概要
僭主と称される君主、およびそうなろうとした者は古今東西を問わず存在する。反乱や謀叛による帝位・王位の簒奪、ひいては易姓革命などと「非合法な手段により、新たな王朝を樹立して君主となる例」は数多あり、しかし何をもって僭主と称するかといえば、必ずしも僭主を僭主たらしめる明確な定義はない。
一般に僭主と称される者は、君主号を称するものの王朝の確立に失敗した者とか、その国の歴史や法に基づく正当な手続きを経なかった者とか、一貫した王統の下で続いた君主の座を一時的に簒奪し、元の王統に奪還された者などであるが、結局のところそれぞれの文化における感覚に沿って僭主か否かを判断されている。

## 古代ギリシャの僭主政
世界の歴史の中で、ことさら僭主の概念を用いる時代ないし地域として、紀元前7世紀から前1世紀までの古代ギリシア、アルカイック期からヘレニズム時代の終わりごろまでにおける僭主政治の時代を挙げることができる。
古代ギリシアの僭主政は、僭主が現れなかった前460年から前406年を境に、アルカイック期とおおむね一致する前期僭主政と、それ以後の後期僭主政と分けることができる。ここでいう僭主とは、王制から時代が降って貴族政をとるポリスにおいて次第に経済力を増し、貴族に代わって兵役を務めるなどして政治的影響力を増大させてきた平民の支持を背景に、貴族の合議制を抑えて独裁的権力を振るった貴族ないし平民出身の政治指導者をいう。
背景として、多くのポリスにおいてそれ以前の「王が、神話時代に遡る正統な血統を継いでいることをもって、その支配を正当化していた王政」から、共和制の形態を採りつつも「貴族階級が、実質的にポリスの主導権を掌握する貴族政」に移行していた時代のこと。
貴族が貴族であるためには、血統や出身地のほかに、戦争に際して、武器・防具・食糧などの軍需物資とその輸送手段を自費で準備し、残された家族の生活まですべて含めた兵役を負担できるための経済力も必要であった。しかし、平民であっても交易などによって貴族階級に劣らない経済力を備えた富裕な市民が増え、一方で没落して兵役を負担できなくなる貴族も少なくなく、それまではもっぱら貴族によって担われていた兵役を平民が負担するようになり、その力が他のポリスとの戦争の勝敗を左右することになると、平民がポリスの政治から疎外されていることに対する不満が増大していった。
こうしたなかで、平民階級の利害を政治に反映させることを主張して彼らの支持をとりつけ、数の力で貴族階級の担う共和制の制度を廃止または形骸化して、個人として権力を掌握する者が登場してくる。
彼らは、貴族階級が独占していた共和制という枠組みを平民階級に開放するという立場をとったので「王」を意味する「バシレウス」と称することはなく、多くは明確な官職・役職につくことすらなかった。支持者からは、小アジアに起源を持つ外来語で「支配者」を意味する「テュランノス」の語で呼ばれた。なお、この「テュランノス」という語は元来、価値判断を含まないものであり、したがってその権力の非合法性を強調した日本語訳である「僭主」は、必ずしも正確な翻訳とはいえない。
僭主は、実力を高めてきた平民階級と、既得権を守ろうとする貴族階級との軋轢のなかで登場した過渡期的存在であったため、アテナイのように、貴族階級と平民階級を包含した市民団が成立し、市民団全体によるポリス運営である民主政の創出に成功したポリスでは、抑圧的な独裁者として糾弾されることとなった。アテナイでは僭主の出現を防ぐために陶片追放の制度が導入された。
古くからの貴族政を維持できたポリスはさして多くなく、またギリシャから地中海・黒海沿岸の各地に進出した移民が建設した歴史の新しいポリスもあり、多くのポリスで僭主が出現したが、そのあり方はさまざまであり、単に王を称して自ら世襲の君主となる者さえいた。

### 前期僭主
紀元前7世紀から前6世紀の貴族政から民主政への過渡期に現れた僭主である、コリントのキュプセロス、ペリアンドロス、アテネのペイシストラトス、シキュオンのクレイステネス、サモス島のポリュクラテスらは、前期僭主と呼ばれる。もっぱら貴族と平民の対立を利用して独裁政を打立てたが、これらのうち、結果としてポリスの発展に貢献した場合もあった。

### 後期僭主
ペロポネソス戦争後、民主政が腐敗した紀元前4世紀から前3世紀において現れた僭主である、テッサリアのフェライのイアソン、シュラクサイのアガトクレス、ディオニュシオス1世、ヒエロン2世らは、後期僭主と呼ばれ、軍事力を背景に独裁権を握った。

## イタリアにおける僭主
13世紀からルネサンス時代にかけてのイタリア半島では共和制を敷いていた各都市国家内で、富裕な一族から公職選挙などを操作し、事実上国家を支配する僭主（シニョーレ）達が出現した。ミラノ公国のヴィスコンティ家、フィレンツェ共和国のメディチ家などはその最たる例である。